# Diecezja Uyo
Diecezja Uyo – diecezja rzymskokatolicka  w Nigerii. Powstała w 1989.

## Biskupi diecezjalni
- bp John Ebebe Ayah (od 2014)
- bp Joseph Ekuwem (1989 – 2013)